# Wacht op mij (Trobi)
Wacht op mij is een lied van de Nederlandse producer Trobi in samenwerking met de Nederlandse rapper en zanger Ronnie Flex en de Nederlandse zangeres Tabitha. Het werd in 2023 als single uitgebracht.

## Achtergrond
Wacht op mij is geschreven door Bryan du Chatenier, Galeyn Tenhaeff, Rangel Silaev, Ronell Plasschaert, Tabitha Foen-a-Foe en Lars Bos en geproduceerd door Trobi. Het is een nummer dat past in de genres nederhop en poprap. In het lied rappen en zingen de artiesten over geduld hebben om als je niet altijd bij elkaar kan zijn in een relatie. Het nummer was gemaakt in samenwerking met de organisatie Dance4life. In de bijbehorende videoclip wordt een verhaal getoond van een stel dat gelukkig in een relatie zit, maar wanneer de vrouw tijdens een avond uitgaan te maken heeft met seksuele intimidatie, de relatie stukloopt. Met de videoclip wilden de artiesten de boodschap overbrengen wat voor gevolgen seksuele intimidatie kan hebben. Daarnaast is het ook gemaakt voor jongeren om aan hun te vertellen dat zij hun grenzen en wensen duidelijk moeten aangeven en zorgen dat ze daardoor niet over de grens gaan. 
Het nummer werd bij radiozender NPO FunX uitgeroepen tot DiXte track van de week.
Het is de eerste keer dat de drie artiesten tegelijkertijd op een lied te horen zijn. Wel werd er onderling al samengewerkt. Trobi en Ronnie Flex deden dit op Meisje zonder naam, Wishlist, Okee shordy en Love song. Ronnie Flex en Tabitha hadden samen succes op Is dit over, Red me, Zeldzaam en Overbodig.

## Hitnoteringen
De artiesten hadden succes met het lied in de hitlijsten van Nederland. Het piekte op de dertiende plaats van de Nederlandse Single Top 100 en stond tien weken in deze hitlijst. De Nederlandse Top 40 werd niet bereikt; het kwam hier tot de vierde plaats van de Tipparade.